# Internationale Dag van de Persvrijheid
De Internationale Dag van de Persvrijheid (Engels: World Press Freedom Day) is jaarlijks ingesteld op 3 mei.
De dag werd in 1993 door de Algemene Vergadering van de Verenigde Naties uitgeroepen om bewustzijn te kweken voor het belang van persvrijheid, en regeringen eraan te herinneren hun plicht te vervullen het eraan gekoppelde artikel 19 van de Universele verklaring van de rechten van de mens en de Verklaring van Windhoek uit 1991 te handhaven.
UNESCO onderstreept sinds 1997 jaarlijks de persvrijheid door op deze dag de Guillermo Cano Internationale Prijs voor Persvrijheid uit te reiken. De prijs werd genoemd naar Guillermo Cano Isaza, de redacteur van de Colombiaanse krant El Espectador, die vanwege zijn uitgebreide berichtgeving over de drugsbaronnen in het land op 17 december 1986 werd vermoord in Bogota.

## Conferentie
Sinds 1998 is er ook een wereldwijde conferentie, waar media-professionals, organisaties voor persvrijheid en VN-agentschappen worden samengebracht om de stand van zaken van de persvrijheid wereldwijd, en specifieke uitdagingen op de agenda staan.
| Jaar | Locatie                           | Thema |
| ---- | --------------------------------- | --- |
| 1998 | Londen, Verenigd Koninkrijk       | "Press Freedom is a Cornerstone of Human Rights." |
| 1999 | Bogotá, Colombia                  | "Turbulent Eras: Generational Perspectives on Freedom of the Press." |
| 2000 | Genève, Zwitserland               | "Reporting the News in a Dangerous World: The Role of the Media in conflict settlement, Reconciliation and peace-building." |
| 2001 | Windhoek, Namibië                 | "Combating racism and promoting diversity: the role of free press." Held jointly with the commemoration of the 10th Anniversary of the Windhoek Declaration. The occasion was marked by the signing of the African Charter on Broadcasting. |
| 2002 | Manilla, Filipijnen               | "Covering the War on Global Terrorism." |
| 2003 | Kingston, Jamaica                 | "The Media and Armed Conflict." |
| 2004 | Belgrado, Servië                  | "Who decides how much information?". |
| 2005 | Dakar, Senegal                    | "Media and Good Governance". |
| 2006 | Colombo, Sri Lanka                | "The media as drivers of change." |
| 2007 | Medellín, Colombia                | "The United Nations and the freedom of press." |
| 2008 | Maputo, Mozambique                | "Celebrating the fundamental principles of press freedom." |
| 2009 | Doha, Qatar                       | "Dialogue, mutual understanding and reconciliation." |
| 2010 | Brisbane, Australië               | "Freedom of information: the right to know". |
| 2011 | Washington D.C., Verenigde Staten | "21st Century Media: New Frontiers, New Barriers". |
| 2012 | Tunis, Tunesië                    | "New Voices: Media Freedom Helping to Transform Societies" |
| 2013 | San José, Costa Rica              | "Safe to Speak: Securing Freedom of Expression in All Media". |
| 2014 | Parijs, Frankrijk                 | "Media Freedom for a Better Future: Shaping the post-2015 Development Agenda". |
| 2015 | Riga, Letland                     | "Let Journalism Thrive! Towards Better Reporting, Gender Equality, & Media Safety in the Digital Age". |
| 2016 | Helsinki, Finland                 | "Access to Information and Fundamental Freedoms". |
| 2017 | Jakarta, Indonesië                | "Critical Minds for Critical Times: Media’s role in advancing peaceful, just and inclusive societies". |
| 2018 | Accra, Ghana                      | "Keeping Power in Check: Media, Justice and the Rule of Law". |
| 2019 | Addis Abeba, Ethiopië             | "Media for Democracy: Journalism and Elections In Times of Disinformation”. |
| 2020 | Den Haag, Nederland               | "Journalism without Fear or Favour" |
| 2021 | Windhoek, Namibië                 | "Information as a Public Good" |
| 2022 | Punta del Este, Uruguay           | "Journalism under digital siege" |
| 2023 | New York, Verenigde Staten        | "Shaping a Future of Rights: Freedom of expression as a driver for all other human rights" |
| 2024 | Santiago, Chili                   | "A Press for the Planet: Journalism in the face of the environmental crisis" |
| 2025 | Brussel, België                   | "Reporting in the Brave New World – The Impact of Artificial Intelligence on Press Freedom and the Media" |

In 2011 werd de Internationale Dag van de Persvrijheid gehouden in Washington, Verenigde Staten. Dit leidde tot kritiek, gezien de controversiële acties van de VS ten opzichte van klokkenluiders website Wikileaks.

## Lokale initiatieven
In 2012 werd een lokale eigen conferentie van de Dag van de Persvrijheid in Nederland georganiseerd door Free Press Unlimited & partner organisaties. Het centrale thema van deze dag was Untold Stories, verhalen die journalisten besluiten niet te vertellen uit angst om de veiligheid van henzelf en hun familie in gevaar te brengen. Toonaangevende journalisten uit Turkije en Mexico vertelden hun Untold Story, twee landen waar het om uiteenlopende reden steeds moeilijker en gevaarlijker wordt voor journalisten om hun werk te doen. 